# Mar Iglesias García
Mar Iglesias García (Dénia, 1967) és una periodista i professora universitària valenciana, presidenta de la Corporació Valenciana de Mitjans de Comunicació entre 2021 i 2023.
Llicenciada en periodisme per la Universitat Complutense de Madrid i doctora per la Universitat d'Alacant, Iglesias està especialitzada en aplicacions educatives de la tecnologia de la informació. Com a periodista ha treballat a Ràdio 9 i fou directora d'AlacantExpress, el primer periòdic digital de la ciutat d'Alacant. També ha estat directora de la ràdio de la Universitat d'Alacant on és professora des de l'any 2000. En l'actualitat dirigeix el ciberperiòdic de l'alumnat de Publicitat i Relacions Públiques de la Universitat d'Alacant, Comunic@ndoUA.com .
L'any 2016 accedeix al Consell Rector de la Corporació Valenciana de Mitjans de Comunicació, ens de nova creació que reprendrà el servei de ràdio i televisió al País Valencià després de l'apagada de l'extinta RTVV. Iglesias va exercir de vicepresidenta del Consell Rector fins que assumeix la presidència interina el gener de 2021 amb la dimissió de l'anterior president Enrique Soriano. Durant aquesta etapa també és nomenada presidenta de la Federació d'Organismes o Entitats de Ràdio i Televisió Autonòmics (FORTA).